# Johannes de Piscina
Johannes de Piscina war Bürgermeister (consul) der Stadt Brilon von 1248 bis 1250.

## Leben
Johannes de Piscina wird in der ältesten erhaltenen Urkunde der Stadt vom 17. August 1248 als Bürgermeister genannt. In dieser Funktion versprach er zusammen mit dem Rat der Stadt dem Kloster Bredelar eine Jahresrente von einer Mark Pfennige für ein Jahresgedächtnis zu Gunsten von Johann von Padberg dem Älteren. Vorangegangen war ein Vergleich mit Johann von Padberg dem Jüngeren. Im Jahr 1250 schenkte er dem Kloster Bredelar für die Seele seines Vaters Gernandus, der auch im Kloster begraben wurde, einige Güter bei Rösenbeck. Der Vater Gernand hieß ursprünglich Gernand von Brilon. Nach seinem Umzug in das Kreuziger Quartier nannte er sich de Piscina (vom Fischteich). Noch 1258 wird Johannes als Zeuge in einer Schenkungsurkunde für das Kloster Bredelar genannt.
Bei Stadtfehden stand der Bürgermeister der städtischen Streitmacht vor, auch hatte er das Recht zur Begnadigung von harten Verurteilungen durch das Stadtgericht bei Straftaten. Er konnte bei Todesstrafe begnadigen.